# Chaudière à tubes d'eau

Schéma d'une chaudière à tubes d'eau.

Une chaudière à tubes d'eau ou chaudière multitubulaire est une chaudière dans laquelle l'eau circule à l'intérieur de tubes chauffés par des gaz. 
Dans une chaudière à tubes d'eau, à l'inverse des chaudière dites « à tubes de fumée » dans lesquelles les gaz de combustion traversent par des tubes le réservoir d'eau, c'est l'eau qui circule à l'intérieur des tubes chauffés par les gaz. Ce fonctionnement est réputé plus sûr : la rupture des tubes à eau noierait le foyer, et donc éteindrait la machine, une panne moins dangereuse que l'explosion de la chaudière.

## Histoire

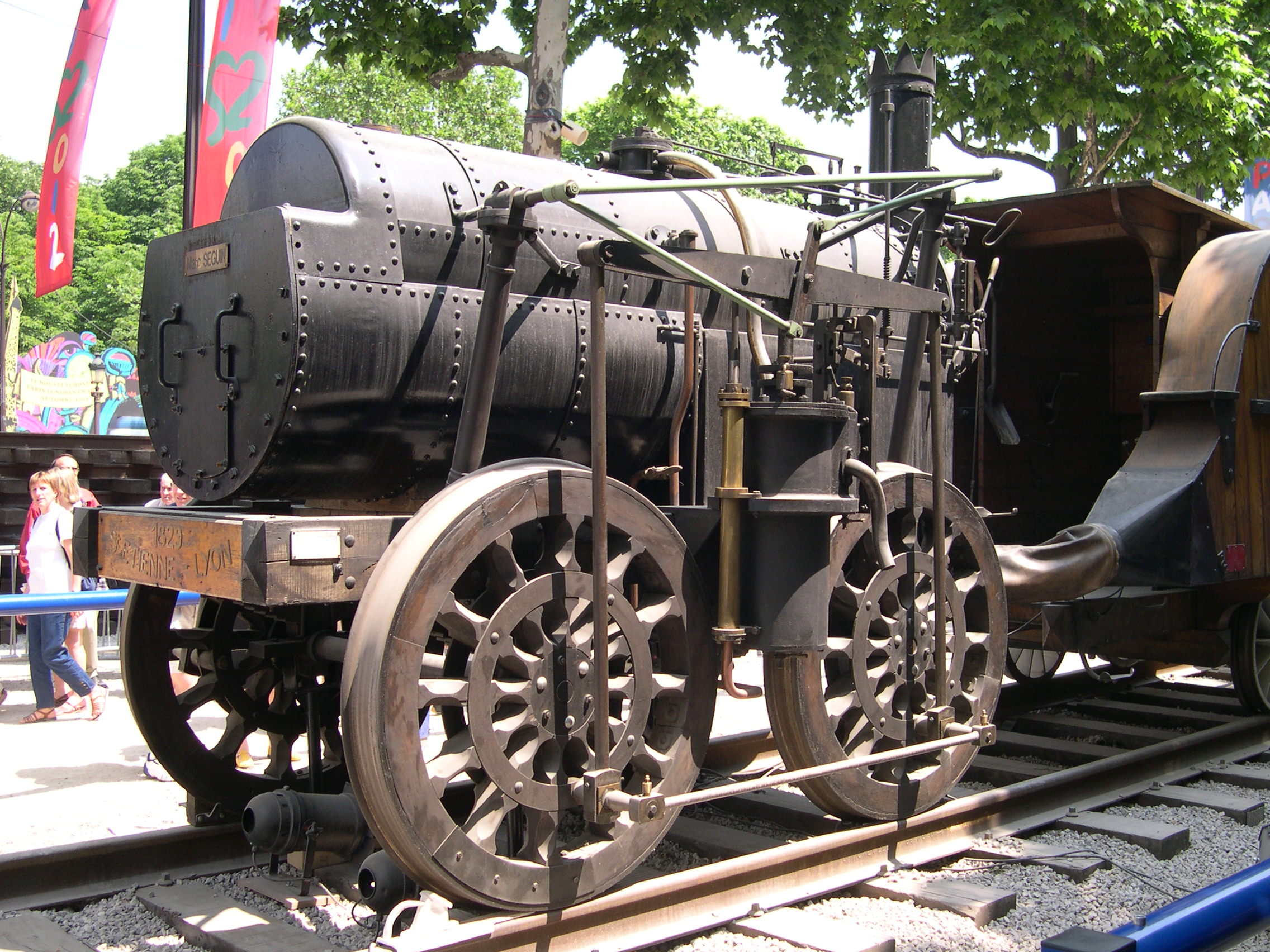
Locomotive Seguin, première locomotive à vapeur à utiliser une chaudière tubulaire (tubes de fumée).

Les précurseurs de la technologie sont l'Américain Jacob Perkins et le Français Philippe de Girard, qui dans les années 1820, chacun de leur côté, ont conçu une chaudière multitubulaire à circulation d'eau sans aller plus loin qu'une utilisation expérimentale bien précise. 
Le concept est remis au goût du jour dans les années 1850, et c'est le Français Julien Belleville, parfois considéré comme son inventeur, qui va créer le premier modèle de chaudière à tubes à eau en 1850. Il perfectionne son invention jusqu'à obtenir en 1877 sa chaudière inexplosible. À la fin du XIXe siècle, son usage commence à se répandre dans les navires de guerre, et c'est Louis-Émile Bertin qui la promeut et la fait admettre au sein de la Marine nationale française.

## Fonctionnement
Dans une chaudière à tubes d'eau, le foyer produit des gaz chauds qui sont ensuite en contact avec des tubes dans lesquels circule le fluide caloporteur. Ces tubes sont alimentés par deux ballons d'eau : un ballon distributeur en bas et un ballon collecteur en haut ; l'eau en ébullition circule ainsi du bas vers le haut.

## Utilisation

### Maritime
C'est en France que la première application durable est faite dans un bateau. Une chaudière Belleville est installée en 1879 sur un navire de poste ; son utilisation est plus que satisfaisante et à partir de ce moment l'emploi de la chaudière à tubes d'eau se répand dans la Marine. Le croiseur Alger est ainsi lancé en 1899 équipé d'une de ces chaudières. Deux navires des Messageries maritimes sont lancés par la suite équipés de la chaudière Belleville, qui fera ses preuves et équipera les autres navires de la compagnie. D'autres modèles, Niclausse, Lagrafel et D'Allest entre autres sont montés dans les navires de la Marine française.
En Angleterre, c'est en 1882 qu'un premier navire, puis en 1885 un torpilleur sont équipés de chaudières Thornycroft ;  en 1893 la canonnière HMS Speedy en est équipée.  Cette même année, des chaudières Belleville sont installées sur le HMS Sharpshooter ; l'expérience s'étant révélée concluante, elles sont installées sur les croiseurs protégés de la classe Powerful en 1895, puis à partir de ce moment sur plusieurs croiseurs et cuirassés. Toujours en 1893, les chaudières Babcock & Wilcox sont testées avec succès sur le HMS Sheldrake avant d'équiper plusieurs navires de l'United States Navy qui passeront l'épreuve de la guerre hispano-américaine avec succès.